# Стив Кавана
Стив Кавана (на английски: Steve Cavanagh) е псевдоним на северноирландския адвокат и писател Стивън Мърнс, автор на произведения в жанра съдебен трилър и криминален роман.

## Биография и творчество
Стив Кавана е роден на 19 октомври 1976 г. в Белфаст, Северна Ирландия. От малък е запален читател на криминална литература. Получава магистърска степен по право в Колежа Портобело на Дъблинската бизнес.школа, а после прави аспирантура по право в Университета на Уелс в Кардиф. Докато е в университета опитва да пише сценарии, но няма успех. След дипломирането си работи като следовател и адвокат в реномирана адвокатска кантора, като от 2009 г. се специализира в застъпничеството за гражданско право и участва в няколко нашумели дела. През 2010 г. той представлява хърватин, работник във фабрика, претърпял расистко малтретиране на работното място и печели най-голямото обезщетение за вреди за расова дискриминация в правната история на Северна Ирландия. Започва да пише от 2011 г. в свободното си време като за псевдоним приема моминското име на майка си. През 2019 г. се посвещава на писателската си кариера.
Първият му роман „Защитата“ от поредицата „Еди Флин“ е издаден през 2015 г. Главният герой Еди Флин е бивш измамник, който става адвокат, но след катастрофален случай се отказва от практиката. Не задълго, защото шефът на руската мафия в Ню Йорк, съден за убийство, отвлича десетгодишната му дъщеря и го принуждава да му стане адвокат. Еди има само 48 часа да даде всичко от себе си, за да спечели невъзможното дело. Романът става бестселър, получава наградата ACES 2015 от Съвета по изкуствата на Северна Ирландия. и дава начало на поредицата. Третият роман от нея, „Молбата“, печели наградата „Полар“ за най-добър международен роман, а четвъртият, „Лъжецът“, печели престижната награда „Златен кинжал“. През 2018 г. е издаден романът му „Тринайсет“ от поредицата. В историята Еди Флин се оказва единствен защитник на звездния актьор Боби Соломон, обвинен в убийството на съпругата си. Инстинктът му подсказва, че Боби е невинен, а с някои от 12-те съдебни заседатели се случват зловещи инциденти и той разбира, че истинският убиец е наблизо. Трилърът печели наградата Theakston's Old Peculier за криминален роман на годината. През 2022 г. е издаден романът му „Съучастници“. В историята Еди Флин защитава обвинената в съучастничество Кари Милър, съпруга на серийния убиец Даниъл Милър, наречен „Пясъчния човек“. Тя е изправена пред доживотна присъда и Пясъчният човек е принуден да излезе от скривалището си, за да убие всеки свързан с делото, а един от тях е и Еди Флин.
През 2019 г. е издаден романът му „Фантом“. В историята никой не познава писателят на бестселъри трилъри с псевдоним Джей О. Льобо, а тези които са знаели са мъртви. Същевременно Марая и Пол Купър са женени от две години, но той често отсъства с дни и седмици без обяснение. Когато тя открива банково извлечение от негова сметка с 20 милиона долара, разбира съпругът ѝ не е човекът, за когото се представя, и започва игра на котка и мишка.
Произведенията на писателя са преведени на над 25 езика по света.
Стив Кавана живее със семейството си в Лисбърн.

## Произведения

### Самостоятелни романи
- Twisted (2019)[1][2][3][4][6]
Фантом, изд.: ИК „Обсидиан“, София (2019), прев. Надежда Розова
- Kill For Me Kill For You (2023)
Сделка за убийства, изд.: ИК „Обсидиан“, София (2024), прев. Боян Дамянов

### Поредица „Еди Флин“ (Eddie Flynn)
- The Cross (2015) – предистория

1. The Defence (2015)[2][3]
2. The Plea (2016) – награда „Полар“
3. The Liar (2017) – награда „Златен кинжал“
4. Thirteen (2018) – награда Theakston's Old Peculier
Тринайсет, изд.: ИК „Обсидиан“, София (2018), прев. Надежда Розова
5. Fifty-Fifty (2020)
6. The Devil's Advocate (2021)
7. The Accomplice (2022)
Съучастници, изд.: ИК „Обсидиан“, София (2023), прев. Боян Дамянов